# خرم الحنطة
خُرَّم الحنطة   أو ذرة الصدف أو سراج قطرب أو جيتاكو أو القرنفل البري أو أجروستيما (باللاتينية: Agrostemma githago) نوع نباتي سام ينتمي إلى جنس الخرم من الفصيلة القرنفلية (باللاتينية: Caryophyllaceae).

## الوصف النباتي
نبات عشبي حولي. له تفرعات ثنائية يتراوح طوله بين 50 و80 سم، يحمل أوراقًا بسيطة شريطية مستقيمة مستدقة الطرف طولها حوالي 5-80 سم. يعطي في قممه أزهارًا بنفسجية إلى حمراء وردية، تثمر في نهايات الربيع وأواسط الصيف لتعطي بذورا خشنة كلوية الشكل مقاسها 3-5 مم.

## الانتشار
موطنه بلاد الشام والمغرب العربي وتركيا ومعظم مناطق أوروبا.

## الاستخدامات الطبية
يحتوي النبات موادًا شبه قلوية تدعى الصابونين تشمل أساسا على مادة الجيتاجين. الأجزاء المستخدمة هي الأوراق والبذور وكلاهما يحتوي مواداً صابونية سامة.

### الخصائص الدوائية والحيوية
النبات عالي السمية.
تعتبر الأوراق والبذور سامة وتحتوي على مواد شبه قلوية صابونية، وبالرغم من أن تلك المواد لا تمتص إلا بنسب ضئيلة جدا من الأنبوب الهضمي البشري وتمر منه من دون أذى يذكر، إلا أنه يجب توخي جانب الحذر منها. وهذه المواد شديدة المرارة وهي تتواجد في كثير من المواد العشبية البقولية كالفول الترمس، ويمكن التخلص منها بسهولة عن طريق نقع البذور وغسلها بالماء الجاري، وكذلك غسل مساحيقها (طحينها) بالماء الجاري. وكذلك تتخرب تلك المواد بالحرارة في أثناء الطهي، ويفضل عندئذ رمي ماء الغلي لمرة واحدة حيث يتم بذلك التخلص من النسبة العظمى لتلك المواد الضارة.
بالرغم من ذلك لا ينصح بتناول كميات كبيرة من تلك النباتات وبذورها المحتوية على مواد الصابونين، ورغم سميتها الضئيلة والمحدودة للإنسان، إلا أنها تعتبر شديدة السمية للأسماك ويستعملها الإنسان في تسمسم الطعم المستخدم لصيدها وتتخرب عند تحضير الأسماك بالقلي والشوي وما إلى ذلك من طرق طهي حرارية.

### الاستعمالات العلاجية
من الفوائد الطبية لزهرة نبات خرم الحنطة:
- مدر للبول.
- مقشع.
- مرقئ
- طارد للديدان

تحتوي البذور موادا مساعدة على زيادة الطرح البولي وتساعد في إذابة وطرد البلغم وكذلك طرد الديان البطنية، وتستخدم لتلك الغايات كميات ضئيلة من مستحضراته. كما استعمل النبات ومكوناته في العلاج التقليدي للسرطان والثآليل.
مهما يكن لا يستعمل النبات حاليا في الطب البديل، بالرغم من كونه فعالا في علاج الاستسقاء واحتباس السوائل واليرقان.
خصائصه المرقئة والمضادة للنزيف تكمن في مكونات البذور أيضاً، كما أنه فعال في علاج التهابات السبيل الهضمي وبعض أنواع الشلل.

### آثار جانبية ومحاذير
تناول مكونات النبات قد يسبب الدوار ووهط (هبوط) الجهاز التنفسي والإقياء والإسهال وإفراز لعاب غزير عند تناولها بكميات كبيرة وقد تنتهي بالشلل والإغماء ومن ثم الموت.
تكمن خطورة النبات في مرافقته لمحاصيل هامة مثل الذرة والقمح والشعير واختلاط بذوره مع بذور وأوراق تلك المحاصيل وبالتالي خطورة سميته على الإنسان والحيوان. سمية تلك المواد محدودة للإنسان وتقل مع الحرارة، ولكنها تزيد عند تناولها طرية.

## مرادفات للاسم العلمي
- (باللاتينية: Agrostemma linicola Terechov)
- (باللاتينية: Agrostemma nicaeense Roth)
- (باللاتينية: Lychnis githago (L.) Scop.)
- (باللاتينية: Agrostemma githago var. linicola (Terechov) K. Hammer)